# (19701) Aomori
(19701) Aomori est un astéroïde de la ceinture principale.

## Description
(19701) Aomori est un astéroïde de la ceinture principale. Il fut découvert le 29 septembre 1999 à la station Anderson Mesa par le programme LONEOS. Il présente une orbite caractérisée par un demi-grand axe de 2,64 UA, une excentricité de 0,04 et une inclinaison de 21,0° par rapport à l'écliptique.

## Compléments